# Guaíba
Guaíba ist eine Stadt mit etwa 100.000 (Schätzung 2018) Einwohnern im Bundesstaat Rio Grande do Sul im Süden Brasiliens. Sie liegt etwa 25 km westlich von Porto Alegre am Rio Guaíba. 
Benachbart sind die Orte Eldorado do Sul (NW), Barra do Ribeiro (S) und Mariana Pimentel (S). Ursprünglich war Guaíba Teil des Munizips Porto Alegre.